# Kombinacja norweska na Mistrzostwach Świata w Narciarstwie Klasycznym 1974
Zawody w kombinacji norweskiej na XIX Mistrzostwach Świata w Narciarstwie Klasycznym odbyły się w dniach 17–18 lutego 1974 w szwedzkim Falun.

## Wyniki

### Skocznia normalna/15 km
- Data: 18 lutego 1974

| Medal | Zawodnik              | Państwo   | Wynik  |
| ----- | --------------------- | --------- | ------ |
|       | Ulrich Wehling        | NRD       | 421,14 |
|       | Günter Deckert        | NRD       | 420,28 |
|       | Stefan Hula           | Polska    | 417,93 |
| 4     | Hans Hartleb          | NRD       | 417,62 |
| 5     | Arne Bystøl           | Norwegia  | 404,84 |
| 6     | Rauno Miettinen       | Finlandia | 404,22 |
| 7     | Jan Legierski         | Polska    | 403,10 |
| 8     | Bernd Zimmermann      | NRD       | 402,04 |
| 9     | Pål Schjetne          | Norwegia  | 401,84 |
| 10    | Stein Erik Gullikstad | Norwegia  | 400,41 |
| ...   |                       |           |        |
| 13    | Kazimierz Długopolski | Polska    | ?      |
| 14    | Stanisław Kawulok     | Polska    | ?      |